# Беврон (Лоара)
Беврон (фр. Beuvron) је река у Француској. Дуга је 115 km. Улива се у Лоару. 